# Коротков, Василий Васильевич
Василий Васильевич Коротков (23 декабря 1972, Чебоксары, Чувашская АССР, СССР) — российский спортсмен-парашютист, Мастер спорта международного класса по парашютному спорту (1999 год). Заслуженный мастер спорта России. Рекордсмен мира, многократный рекордсмен России.

## Биография
Воспитанник Чебоксарского аэроклуба под руководством тренера МС СССР Борового Игоря Ивановича.Окончил Чебоксарский машиностроительный техникум (1992 год). Военнослужащий Военно-Воздушных Сил России.
Более 9000 прыжков с парашютом.

## Достижения
- Чемпион России (1996, 1997, 1998, 1999, 2000, 2001, 2002, 2004, 2005, 2007)
- Чемпион СССР (1992 год),
- призер Кубка Европы (1998 год),
- призер чемпионата мира (1997 год)
- призер Кубка мира (1998 год),
- рекордсмен России (1999 год)
- рекордсмен мира (1996 год) по парашютной групповой акробатике.
- Чемпион Мира (2001, 2003)
- Обладатель Кубка Мира (2006)
- Чемпион Европы (1996, 1998, 2000)[2]